# Milan-Turin 2022
La 103e édition de Milan-Turin a  lieu le 16 mars 2022, sur une distance de 199 kilomètres, entre Magenta et Rivoli. Elle fait partie du calendrier UCI ProSeries 2022 (deuxième niveau mondial) en catégorie 1.Pro. C'est également l'une des manches de la Coupe d'Italie.

## Parcours
Cette course de 199 kilomètres se déroule sur un parcours essentiellement plat partant de la ville de Magenta située à une vingtaine de kilomètres de Milan pour prendre la direction de l'ouest puis du sud pour rejoindre Rivoli dans la banlieue ouest de Turin. Les 10 derniers kilomètres sont complètement plats. Les 5 derniers kilomètres sont parcourus sur des routes urbaines très larges avec la présence de grands ronds-points. Le dernier virage se situe à 400 m de la ligne d'arrivée tracée sur une route large de 8,5 m.

## Équipes
| WorldTeams (14)- AG2R Citroën Team - Astana Qazaqstan Team - Bora-Hansgrohe - Cofidis - EF Education-EasyPost - Ineos Grenadiers - Intermarché-Wanty-Gobert Matériaux - Israel-Premier Tech - Movistar Team - Quick-Step Alpha Vinyl - BikeExchange-Jayco - Team DSM - Trek-Segafredo - UAE Team Emirates ProTeams (6)- Alpecin-Fenix - Arkéa-Samsic - Bardiani-CSF-Faizanè - Drone Hopper-Androni Giocattoli - Eolo-Kometa - TotalEnergies |
| |

## Favoris
Les organisateurs ayant opté pour un parcours plutôt plat, il est logique de penser que les principaux favoris sont des sprinteurs. Le plus cité est le Britannique Mark Cavendish (Quick-Step Alpha Vinyl). D'autres sprinteurs ont aussi leur chance comme le Slovaque Peter Sagan (TotalEnergies), les Italiens Matteo Moschetti (Trek Segafredo) et Giovanni Lonardi (Eolo Kometa).

## Récit de la course
Le Portugais Daniel Viegas (Eolo-Kometa), l’Italien Martin Marcellusi (Bardiani) et le Colombien Juan Diego Alba (Drone Hopper-Androni Giocattoli) s'isolent en tête de la course et comptent jusqu'à 3 minutes d’avance sur le peloton. Mais le trio est repris à 15 kilomètres de l'arrivée. Malgré une attaque de l’Irlandais Ben Healy (EF Education), le peloton arrive groupé à Magenta pour un sprint royal où le Britannique Mark Cavendish (Quick-Step Alpha Vinyl) s'impose devant le Français Nacer Bouhanni (Arkéa Samsic) et le Norvégien Alexander Kristoff (Intermarché-Wanty-Gobert).

## Classement final
| \| Classement général \| Classement général \| Classement général \| Classement général \| Classement général \| \| Coureur \| Coureur \| Pays \| Équipe \| Temps \| \| ------------------ \| ------------------ \| ------------------ \| ---------------------------------- \| ------------------ \| \| 1er \| Mark Cavendish \| Royaume-Uni \| Quick-Step Alpha Vinyl \| 4 h 31 min 22 s \| \| 2e \| Nacer Bouhanni \| France \| Arkéa-Samsic \| + 0 s \| \| 3e \| Alexander Kristoff \| Norvège \| Intermarché-Wanty-Gobert Matériaux \| + 0 s \| \| 4e \| Max Kanter \| Allemagne \| Movistar Team \| + 0 s \| \| 5e \| Peter Sagan \| Slovaquie \| TotalEnergies \| + 0 s \| \| 6e \| Andrea Vendrame \| Italie \| AG2R Citroën Team \| + 0 s \| \| 7e \| Michael Mørkøv \| Danemark \| Quick-Step Alpha Vinyl \| + 0 s \| \| 8e \| Ben Swift \| Royaume-Uni \| Ineos Grenadiers \| + 0 s \| \| 9e \| Simone Consonni \| Italie \| Cofidis \| + 0 s \| \| 10e \| Biniam Girmay \| Érythrée \| Intermarché-Wanty-Gobert Matériaux \| + 0 s \| |                    |             |                                    |                 |
| |                    |             |                                    |                 |
| Source : ProCyclingStats |                    |             |                                    |                 |
| Classement général |                    |             |                                    |                 |
| Coureur | Coureur            | Pays        | Équipe                             | Temps           |
| 1er | Mark Cavendish     | Royaume-Uni | Quick-Step Alpha Vinyl             | 4 h 31 min 22 s |
| 2e | Nacer Bouhanni     | France      | Arkéa-Samsic                       | + 0 s           |
| 3e | Alexander Kristoff | Norvège     | Intermarché-Wanty-Gobert Matériaux | + 0 s           |
| 4e | Max Kanter         | Allemagne   | Movistar Team                      | + 0 s           |
| 5e | Peter Sagan        | Slovaquie   | TotalEnergies                      | + 0 s           |
| 6e | Andrea Vendrame    | Italie      | AG2R Citroën Team                  | + 0 s           |
| 7e | Michael Mørkøv     | Danemark    | Quick-Step Alpha Vinyl             | + 0 s           |
| 8e | Ben Swift          | Royaume-Uni | Ineos Grenadiers                   | + 0 s           |
| 9e | Simone Consonni    | Italie      | Cofidis                            | + 0 s           |
| 10e | Biniam Girmay      | Érythrée    | Intermarché-Wanty-Gobert Matériaux | + 0 s           |

## Classements UCI
La course attribue des points au classement mondial UCI 2022 selon le barème suivant :
| Position           | 1er | 2e  | 3e  | 4e  | 5e | 6e | 7e | 8e | 9e | 10e | 11e | 12e | 13e | 14e | 15e | 16e à 30e | 31e à 40e |
| Classement général | 200 | 150 | 125 | 100 | 85 | 70 | 60 | 50 | 40 | 35  | 30  | 25  | 20  | 15  | 10  | 5         | 3         |